# Trận Boulogne (1940)
Trận Boulogne là một trận đánh trên Mặt trận phía Tây trong cuộc Chiến tranh thế giới thứ hai, đã diễn ra từ ngày 22 cho đến ngày 25 tháng 5 năm 1940, tại hải cảng Boulogne của Pháp, trong Chiến dịch nước Pháp năm 1940. Trong cuộc giao chiến quyết liệt này, Sư đoàn tăng (Panzer) số 2 của quân đội Đức Quốc xã – một phần thuộc Quân đoàn tăng XIX dưới quyền chỉ huy của Trung tướng Heinz Guderian đã đánh chiếm được Boulogne, sau khi Lữ đoàn Bộ binh Độc lập số 20 (Vệ binh) của Anh (dưới sự chỉ huy trực tiếp của tướng Edmund Ironside – Tổng tham mưu trưởng Quân đội Đế quốc Anh) rút khỏi Boulogne theo đường biển vào các ngày 23 – 24 tháng 5 (ngoại trừ vài trăm binh lính) và quân đội Pháp trú phòng tại Boulogne đầu hàng vào ngày 25 tháng 5. Mặc dù gây ra những thiệt hại nặng nề cho cả hai bên tham chiến, các cuộc kháng cự dữ dội của quân đội Đồng Minh tại Calais và Boulogne đã trì hoãn bước tiến của quân đội Đức đến Dunkerque, qua đó hỗ trợ cho cuộc rút chạy của các lực lượng Đồng Minh.
Về cuối tháng 5 năm 1940, quân đội Đức tràn qua nước Pháp tới eo biển. Trong khi đó, Lực lượng Viễn chinh Anh (BEF) đang triệt thoái và tốc độ tiến quân của người Đức cho thấy rằng cảng Dunkerque là địa điểm duy nhất thích hợp cho một cuộc sơ tán của quân Viễn chinh Anh. Tuy nhiên, họ cũng cần phải tổ chức phòng ngự tại các cảng Calais và Boulogne đã trì hoãn bước tiến của quân Đức. Lữ đoàn Vệ binh số 2, với Tiểu đoàn Vệ binh Ireland số 2, Tiểu đoàn Vệ binh Wales số 2 và một khẩu đội pháo chống tăng đã đặt chân lên Boulogne. Liên quân Anh - Pháp tại Boulogne có đến 8.000 – 9.000 binh lính, tuy nhiên việc phòng ngự Boulogne chưa được chuẩn bị và quân Đồng Minh cũng không có đầy đủ vũ khí chống tăng. Cùng ngày hôm đó, quân Đức tiến về hướng bắc, và quân phòng thủ Anh - Pháp tại Boulogne phải đối mặt với Sư đoàn tăng số 2 của Đệ tam Đế chế Đức. Vào ngày 22 tháng 5 năm 1940, sau khi tiến đến hướng nam Boulogne, quân Đức của Guderian đã vấp phải sự kháng cự quyết liệt từ phía quân Anh. Cho đến ngày 23 tháng 5, với hỏa lực mạnh mẽ, Sư đoàn tăng số 2 của Đức đã phát động một đợt tấn công dữ dội vào Boulogne. Người Anh vốn đã lên kế hoạch cho một cuộc sơ tán có thể, và cầm cự cho đến đêm ngày 23 tháng 5 – khi mọi lực lượng của Anh được lệnh sơ tán trên các tàu chiến của Hải quân Hoàng gia Anh. Rạng sáng ngày 24 tháng 5, cuộc rút chạy đã hoàn thành,, duy chỉ có 300 lính Vệ binh Wales bị kẹt lại đã chiến đấu thêm 36 tiếng đồng hồ nữa trước khi đầu hàng quân Đức. Vào buổi sáng ngày 24 tháng 5, quân Pháp vẫn án ngữ tại thành cổ và kiên quyết sẽ tiếp tục chiến đấu.
Quân đội Đức đã thực hiện một cuộc tấn công trực diện, với sự hỗ trợ của pháo binh và súng phun lửa, cũng như các khẩu pháo phòng không. Cho đến cuối ngày, thành cổ đã lọt vào tay quân Đức. Giao tranh kết thúc vào ngày 25 tháng 5, khi phần còn lại của quân trú phòng đầu hàng. Quân Pháp chiếm phần lớn trong hàng nghìn tù binh mà quân đội Đức bắt được trong trận chiến tại Boulogne. Trong khi đó, tại trận vây hãm Calais vốn nổi tiếng hơn trận Boulogne, quân Đồng Minh đã cầm cự được trước sức tấn công của Sư đoàn tăng số 10 của Đức cho đến khi Calais thất thủ vào ngày 26 tháng 5 năm 1940.